# NGC 4119
NGC 4119 (ook wel NGC 4124) is een spiraalvormig sterrenstelsel in het sterrenbeeld Maagd. Het hemelobject werd op 18 januari 1784 ontdekt door de Duits-Britse astronoom William Herschel.

## Synoniemen
- NGC 4124
- ZWG 69.58
- IC 3011
- IRAS12055+1039
- UGC 7117
- MCG 2-31-36
- PGC 38527